# Clitocybe fragrans
Clitocybe fragrans (William Withering, 1792 ex Paul Kummer, 1871), din încrengătura Basidiomycota în familia Tricholomataceae și de genul Clitocybe este o ciupercă otrăvitoare  și saprofagă ce descompune resturi vegetale, numită în popor anișoare. Specia destul de răspândită în România, Basarabia și Bucovina de Nord crește în grupuri cu mai multe exemplare, chiar și în cercuri de vrăjitoare. Se poate găsi în păduri de conifere, de foioase și mixte preferat prin luminișuri ierboase sau pe mușchi în locuri umede, de la câmpie la munte, din septembrie până în noiembrie.
Epitetul se trage din cuvântul latin (latină fragrans=de miros aromat, parfumat).

## Istoric

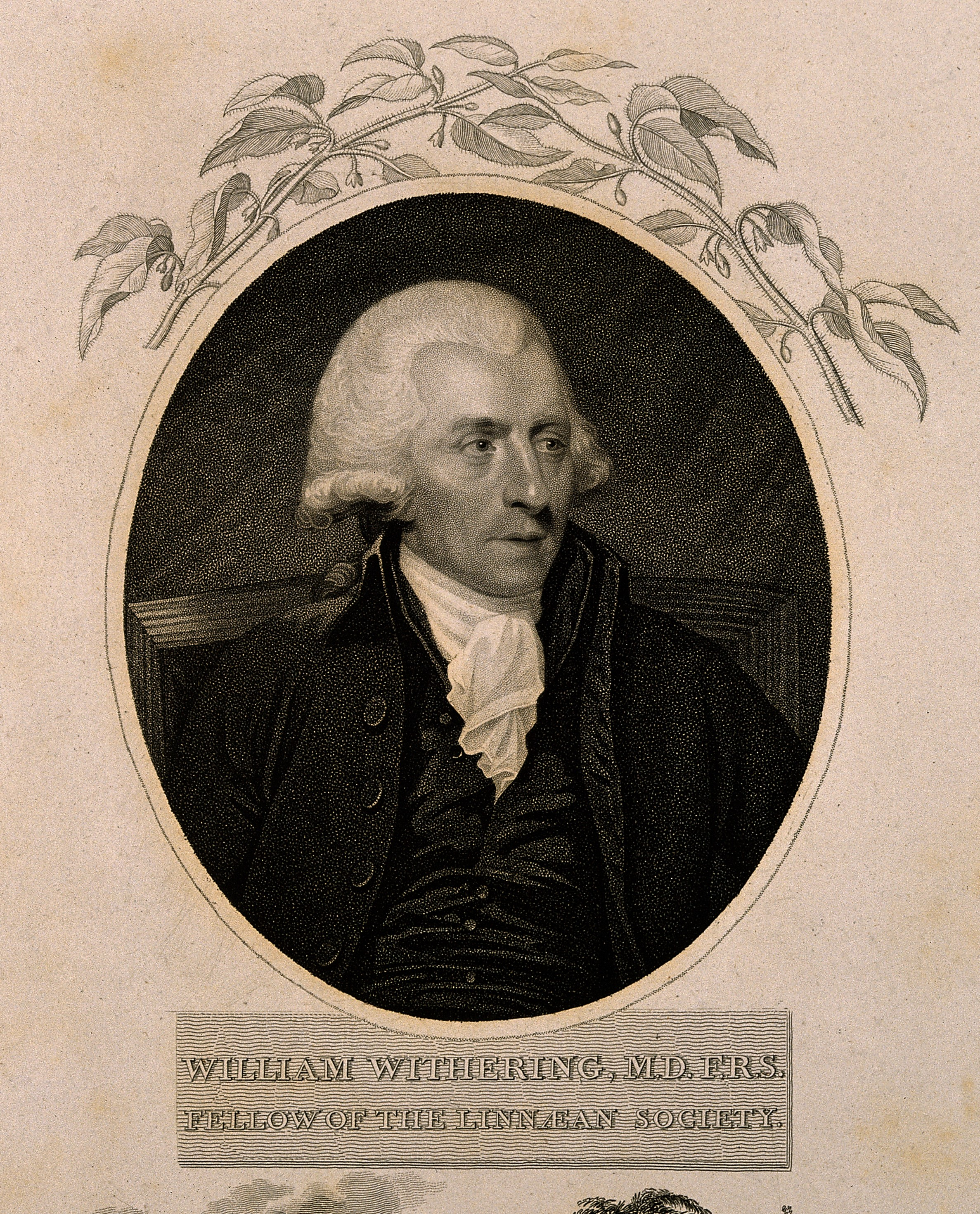
W. Withering

Numele binomial a fost determinat de micologul englez William Withering în volumul 3 al operei sale A Botanical Arrangement of British Plants: Including the Uses of Each Species, in Medicine, Diet, Rural Economy and the Arts din 1792. și transferat corect la genul Clitocybe sub păstrarea epitetului de către micologul german Paul Kummer, de verificat în cartea sa Der Führer in die Pilzkunde: Anleitung zum methodischen, leichten und sicheren Bestimmen der in Deutschland vorkommenden Pilze mit Ausnahme der Schimmel- und allzu winzigen Schleim- und Kern-Pilzchen („Ghid pentru știința micologiei, fără ciupercuțe de mucegai și prea mici mucoase și nucleici”) din 1871.
Diversele celelalte încercări de redenumire, nu sunt folosite și pot fi neglijate.
Specia Clitocybe suaveolens (Schumach., 1803) P. Kumm. (1871) este văzută de nu puțini autori sinonim pentru ciuperca aici descrisă. Dar cele mai importante comitete de nomenclatură, anume Index Fungorum și Mycobank o declară specie independentă.

## Descriere

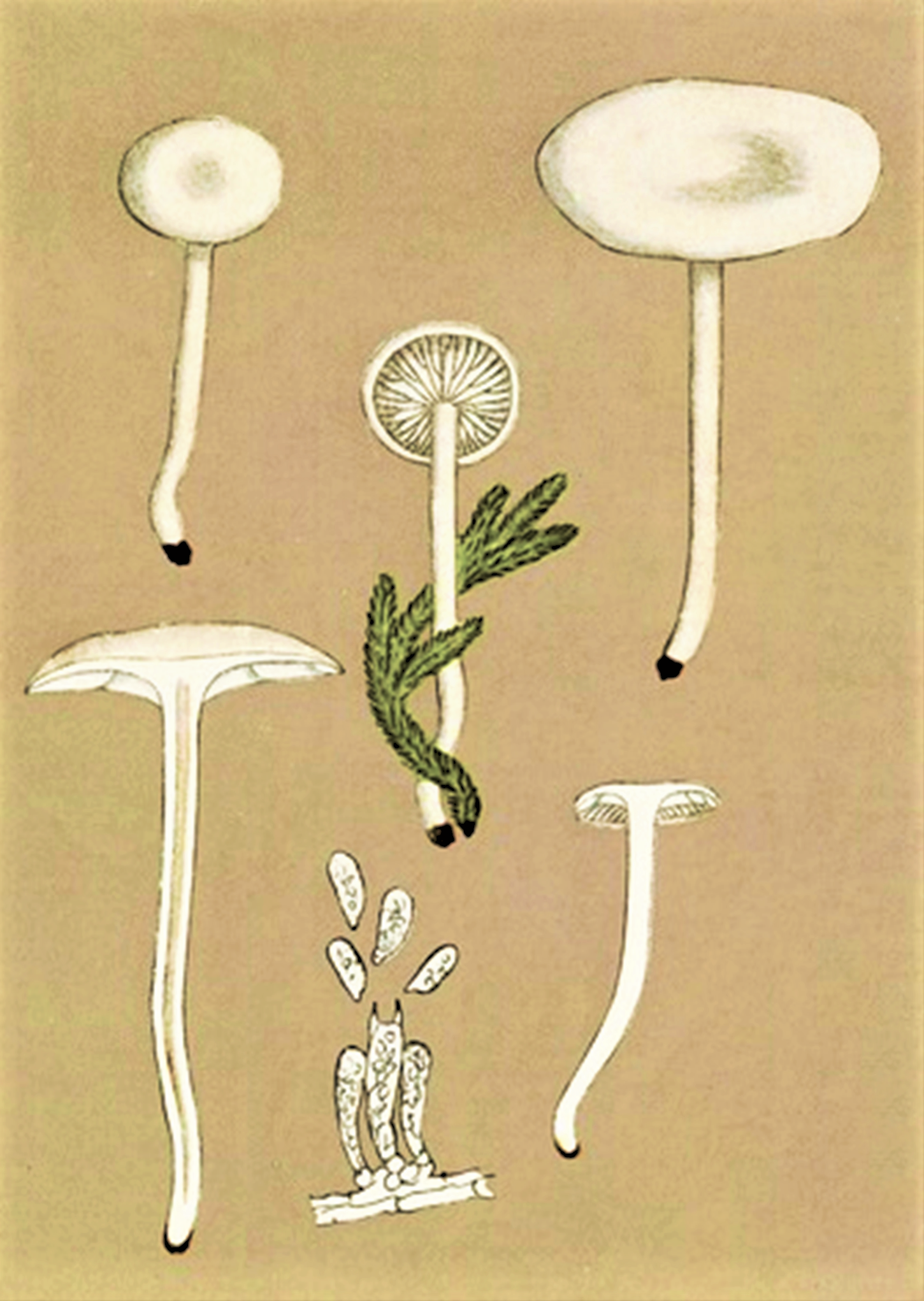
Bres.: Clitocybe fragrans

- Pălăria: are o mărime de 3-6 cm, este numai puțin cărnoasă, higrofană, destul de moale, inițial convexă cu marginea răsfrântă în jos, apoi plată și repede adâncită în mijloc, dar niciodată în formă de pâlnie sau cu gurgui, marginea fiind clar canelată la umezeală. Cuticula este netedă și mereu umedă. Coloritul pe vreme umedă este deschis gri-brun, ocru-bej până ocru-brun, lucind unsuros, în timp uscat mai deschis gri-izabel sau aproape albicios, centrul prezentând mereu nuanțe maronii.
- Lamelele: sunt destul de late și îndepărtate, numai foarte slab bombate, utilate cu multe lameluțe intercalate de dimensiuni diferite, drept aderente la picior, dar în vârstă slab decurente precum cu muchii netede și întregi. Coloritul tinde de la albicios, peste albicios-crem, galben de paie până la gri-izabel.
- Piciorul: este cilindric, fibros și ceva cartilaginos, cu o lungime de 3-8 cm și un diametru 0,3-0,6 cm destul de lung, dar subțire, fiind în tinerețe plin, apoi împăiat, iar la bătrânețe gol pe dinăuntru. Coaja brun-albicioasă este netedă, foarte des brumată spre pălărie, aproape vaporoasă și la bază alb pâsloasă.
- Carnea: albă până gri-bej este subțire, sticloasă, fragilă și apoasă, mirosul fiind insistent de anason și fenicul, iar gustul dulcișor și plăcut.[4][5]
- Caracteristici microscopice: are spori foarte mici, hialini (translucizi), neamiloizi (nu intră în reacție cu iod), granulați în interior și alungit elipsoidali cu baza ascuțită, având o mărime de 6-6,5 x 2-2,5 microni. Pulberea lor este albicioasă. Basidiile clavate cu 2-4 sterigme fiecare măsoară 20-24 x 5-6 microni.[11]
- Reacții chimice: nu sunt cunoscute.[12] Doar cu albastru de anilină (Acid Blue 22) ornamentația sporilor poate fi făcută mai bine vizibilă.[4][5]

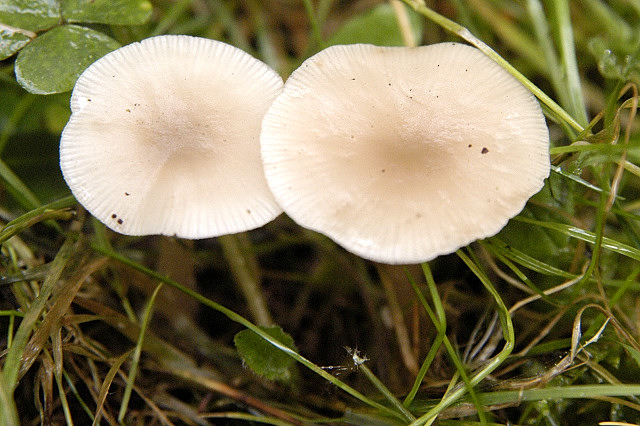
C. fragrans, pălărie
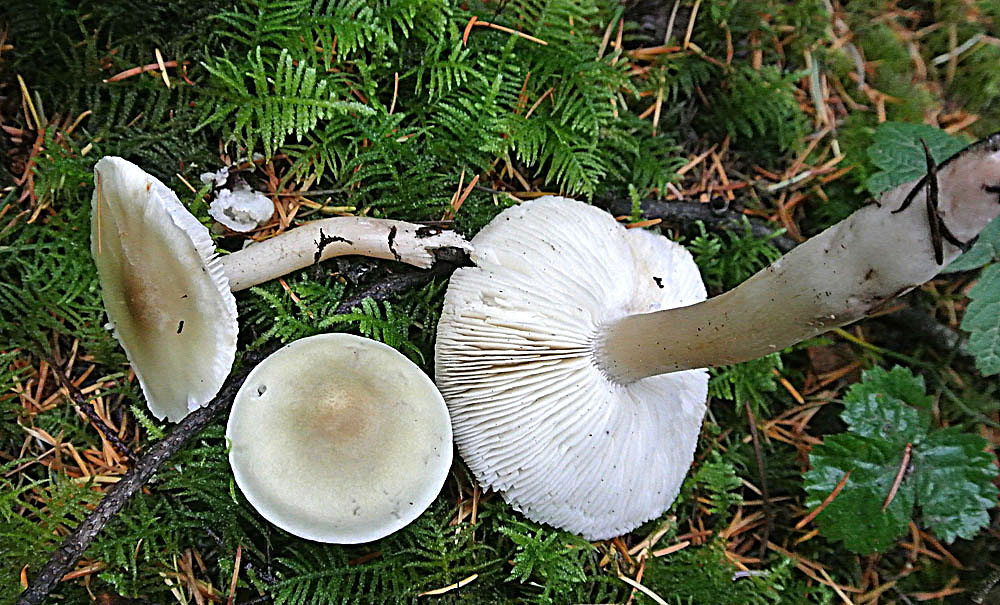
C. fragrans, lamele și picior
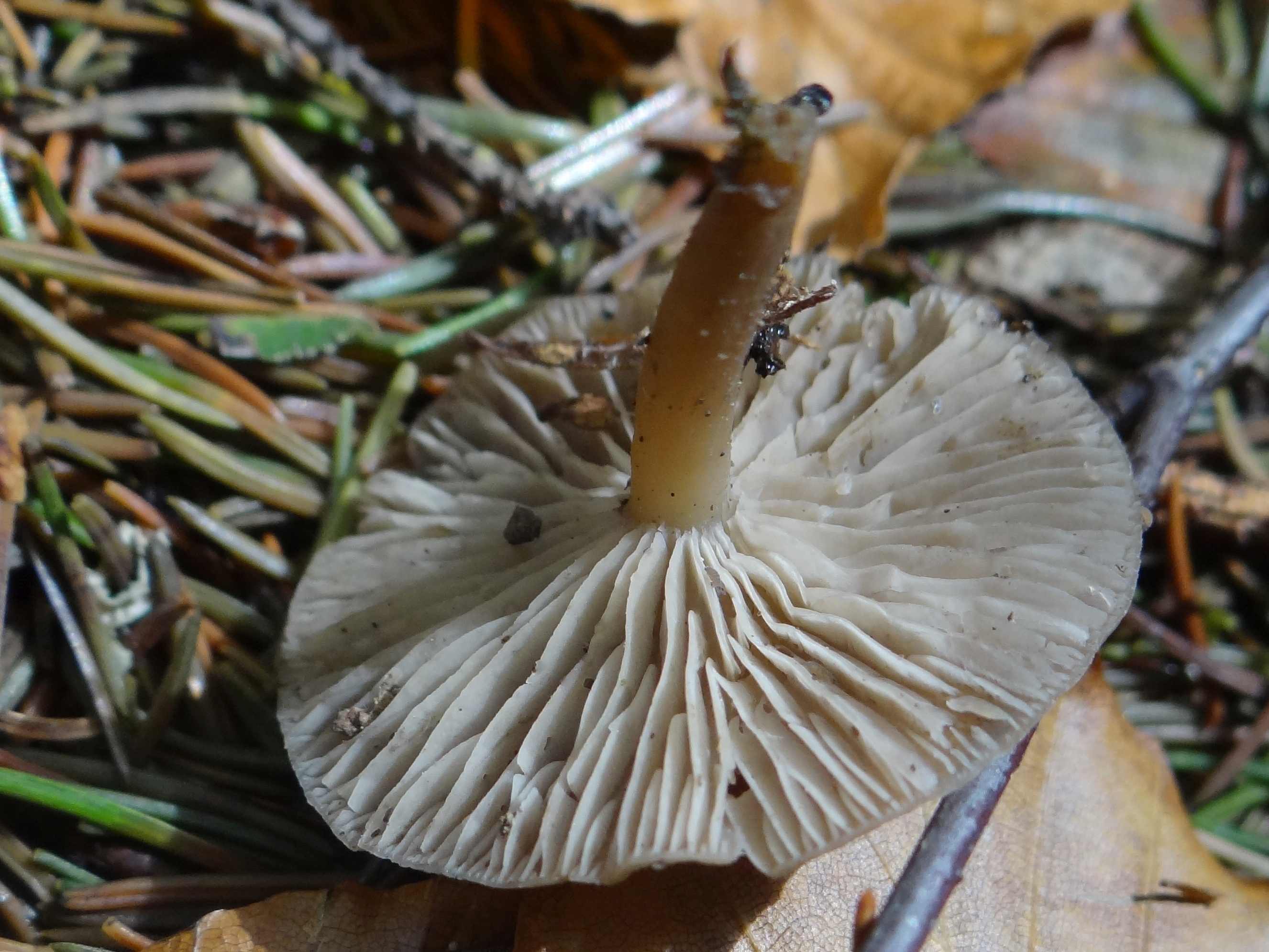
C. fragrans, lamele și picior din apropiere
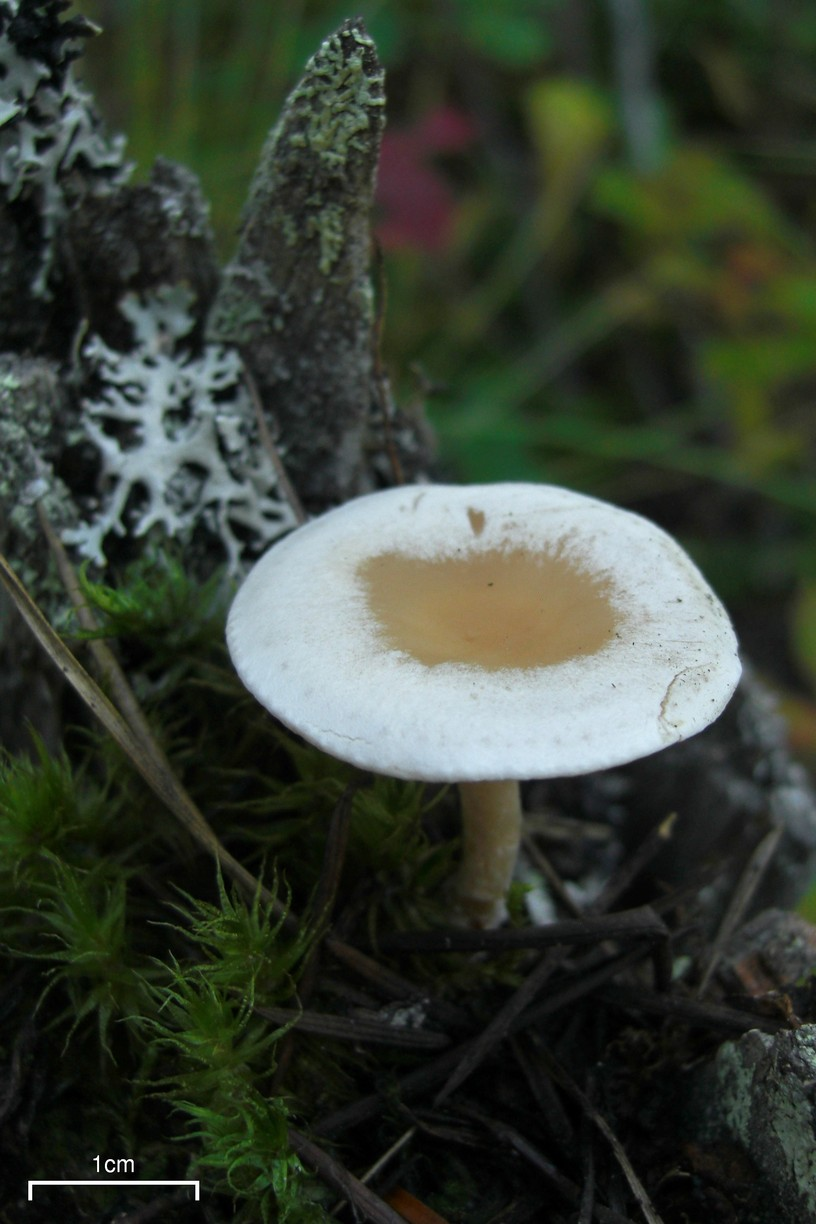
C. fragrans bătrână
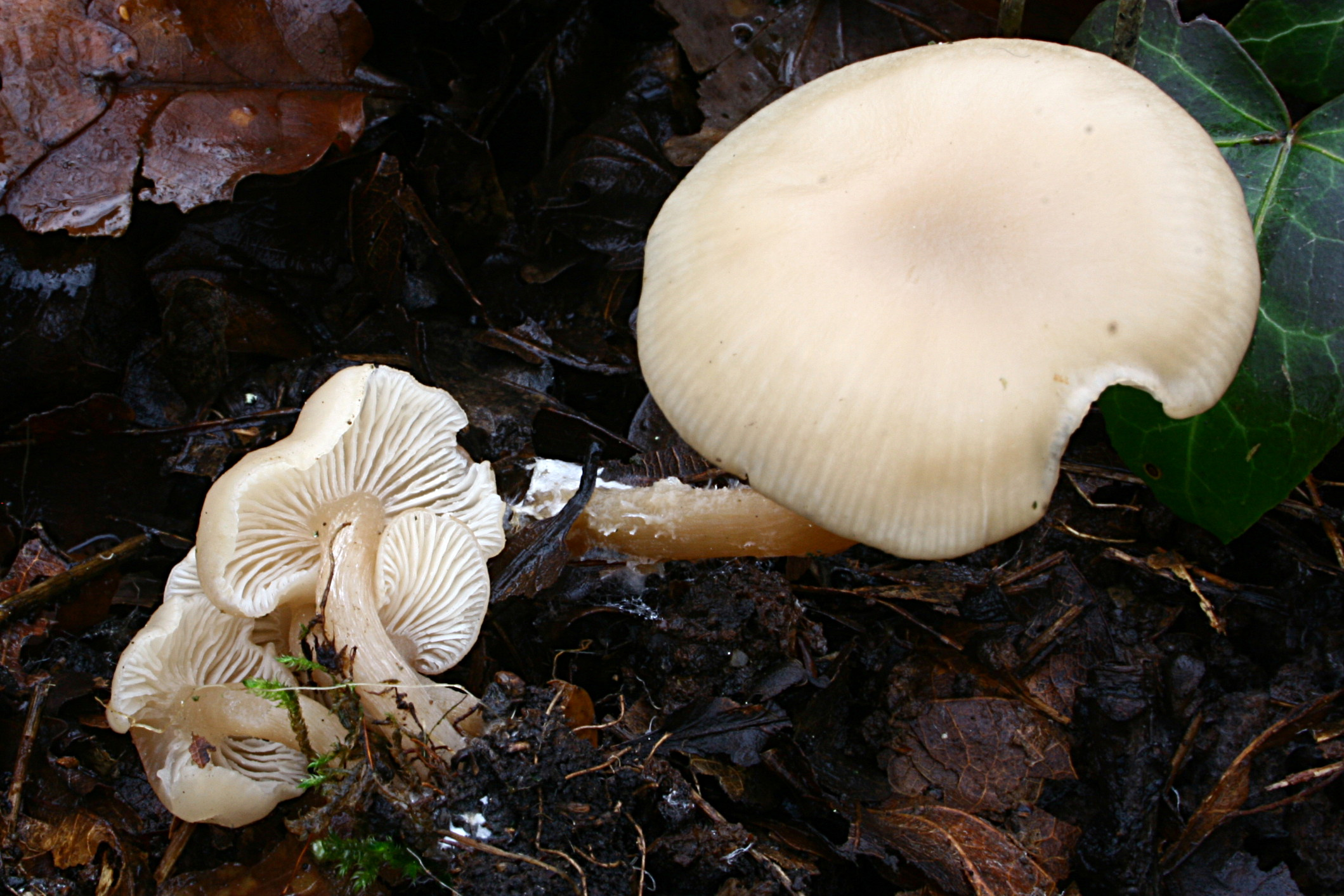
C. fragrans albuie
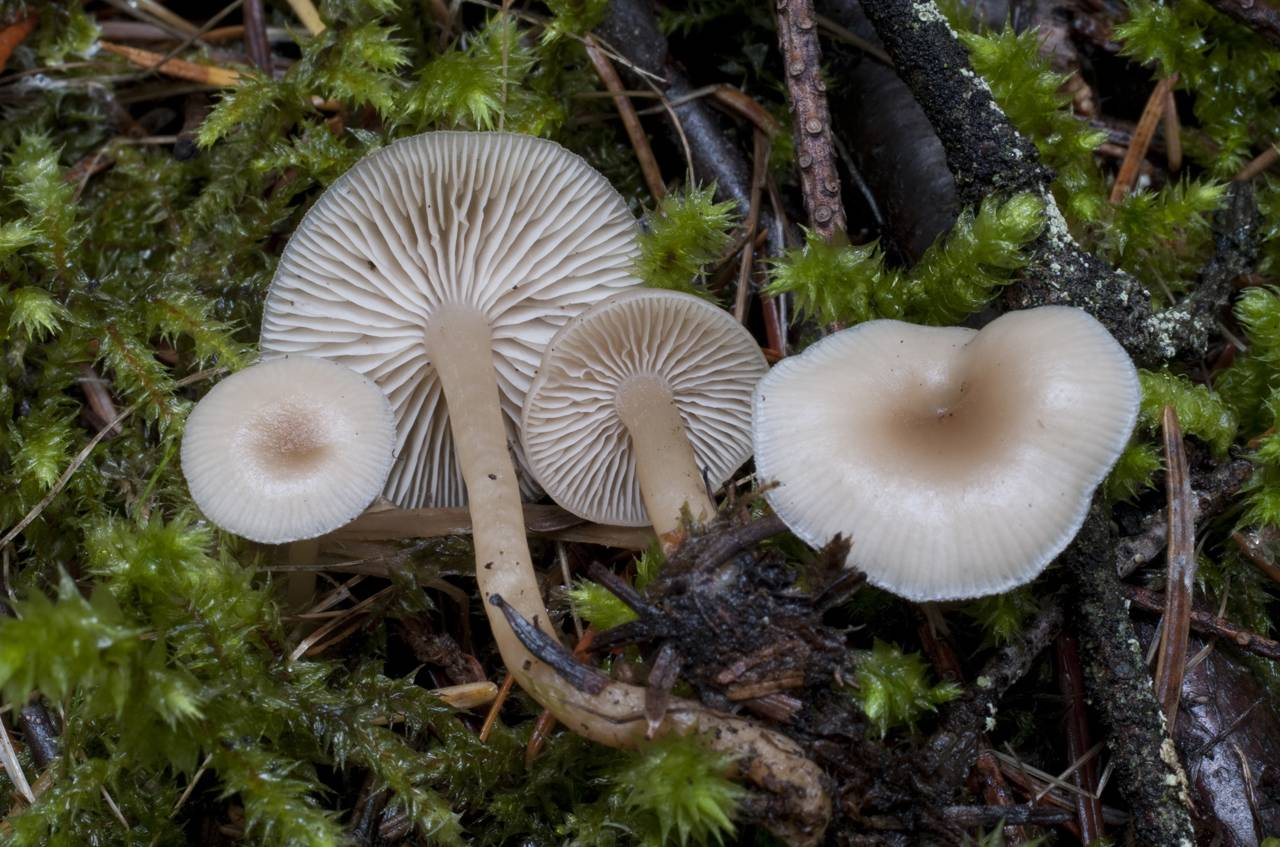
C. fragrans mai închise

## Confuzii
Această ciupercă poate fi confundată în special cu surata ei Clitocybe suaveolens (otrăvitoare, lamele decurente, același miros), dar, de asemenea, cu multe alte soiuri comestibile până letale cum sunt: Clitocybe amoenolens – fără imagine (letal, cuticula de colorit mai brun-roz, lamelele foarte asemănătoare, miros puternic de iasomie, pere coapte sau viorele, nu de migdale), Clitocybe dealbata (letal, mai mic cu un diametru de 2,5-5 cm, nu crește în păduri, miros de faină), Clitocybe geotropa (comestibil, mai mare, miroase asemănător), Clitocybe metachroa (necomestibil, crește numai în păduri de conifere, carne foarte fibroasă și elastică, miros pământos, nu de anason), Clitocybe odora (comestibil, miros de anason, de culoare gri-verzuie, în tinerețe chiar albăstruie, dar există și o formă albă), Clitocybe phyllophila  sin. Clitocybe cerussata (letal, se  dezvoltă numai în păduri de foioase, miros dulcișor în tinerețe), Clitocybe rivulosa (letal, ceva mai mic cu un diametru de 2-7 cm, nu crește în păduri, nu miroase de anason). Clitocybe sinopica (comestibil), Clitocybe squamulosa (comestibil), Clitopilus prunulus (comestibil), Lepista flaccida sin. Clitocybe flaccida (comestibil), Lepista gilva (comestibil, mai mare, cu pete apoase pe pălărie), Stropharia aeruginosa (comestibil, pălărie scămoasă mai ales pe la margine, fără miros de anason) sau Stropharia caerulea (comestibil, pălărie scămoasă mai ales pe la margine, mai violet-albăstriu, fără miros de anason).

## Specii asemănătoare în imagini

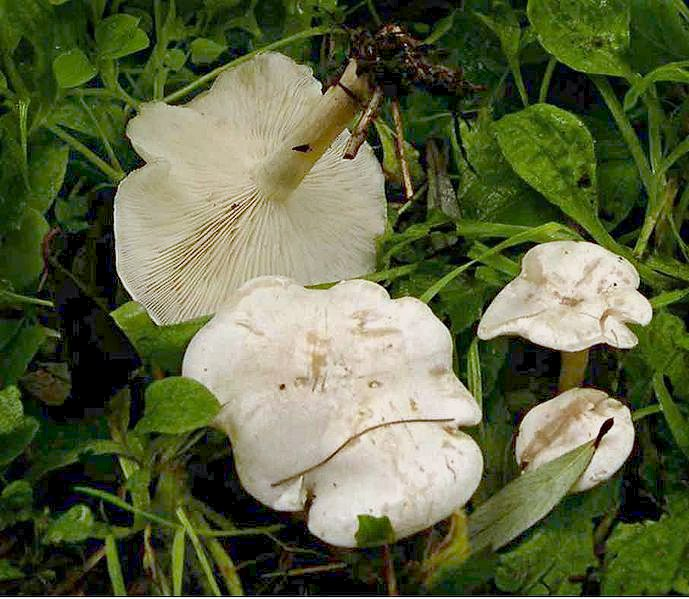
!!!Clitocybe dealbata!!!
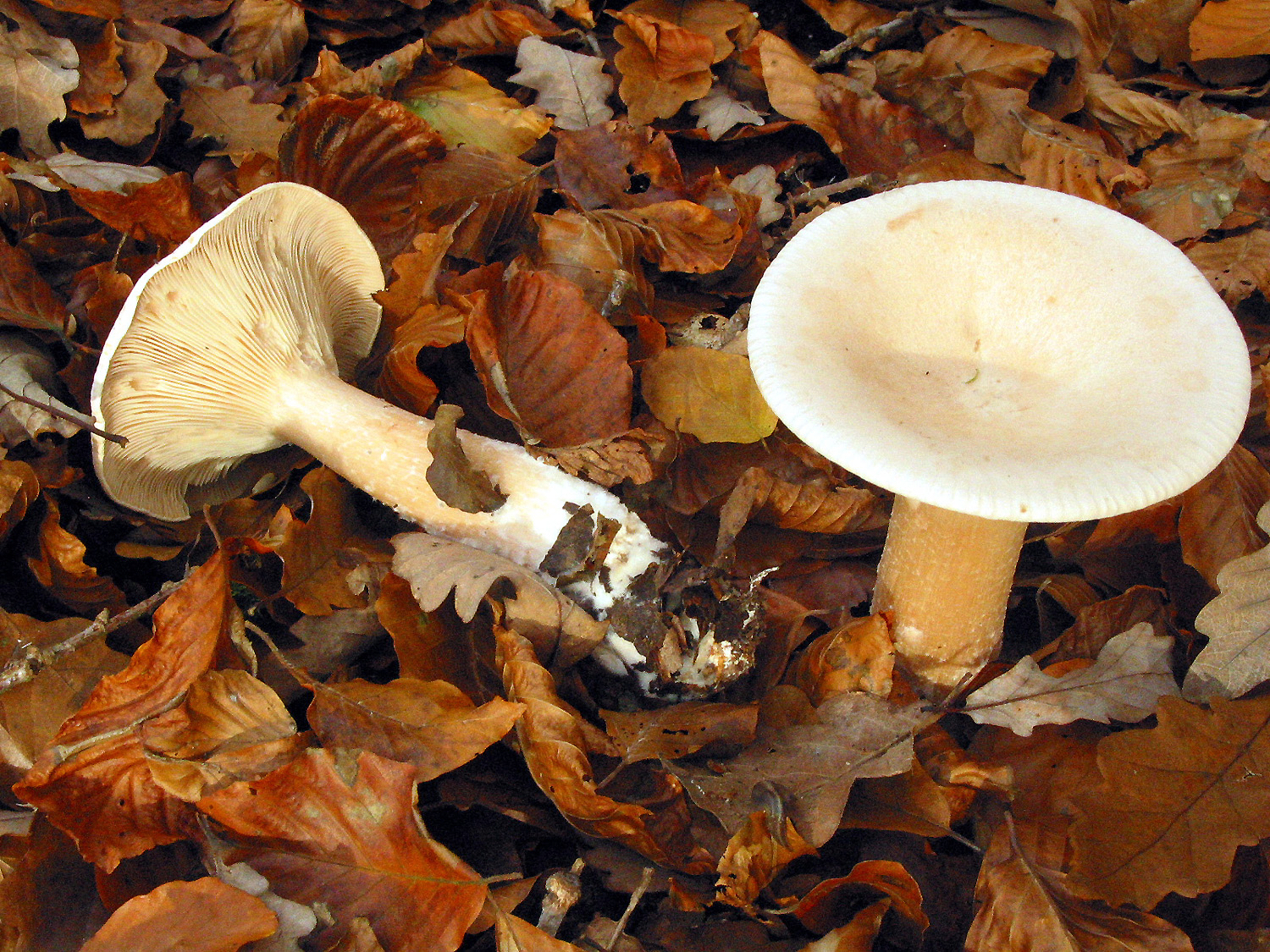
Clitocybe geotropa
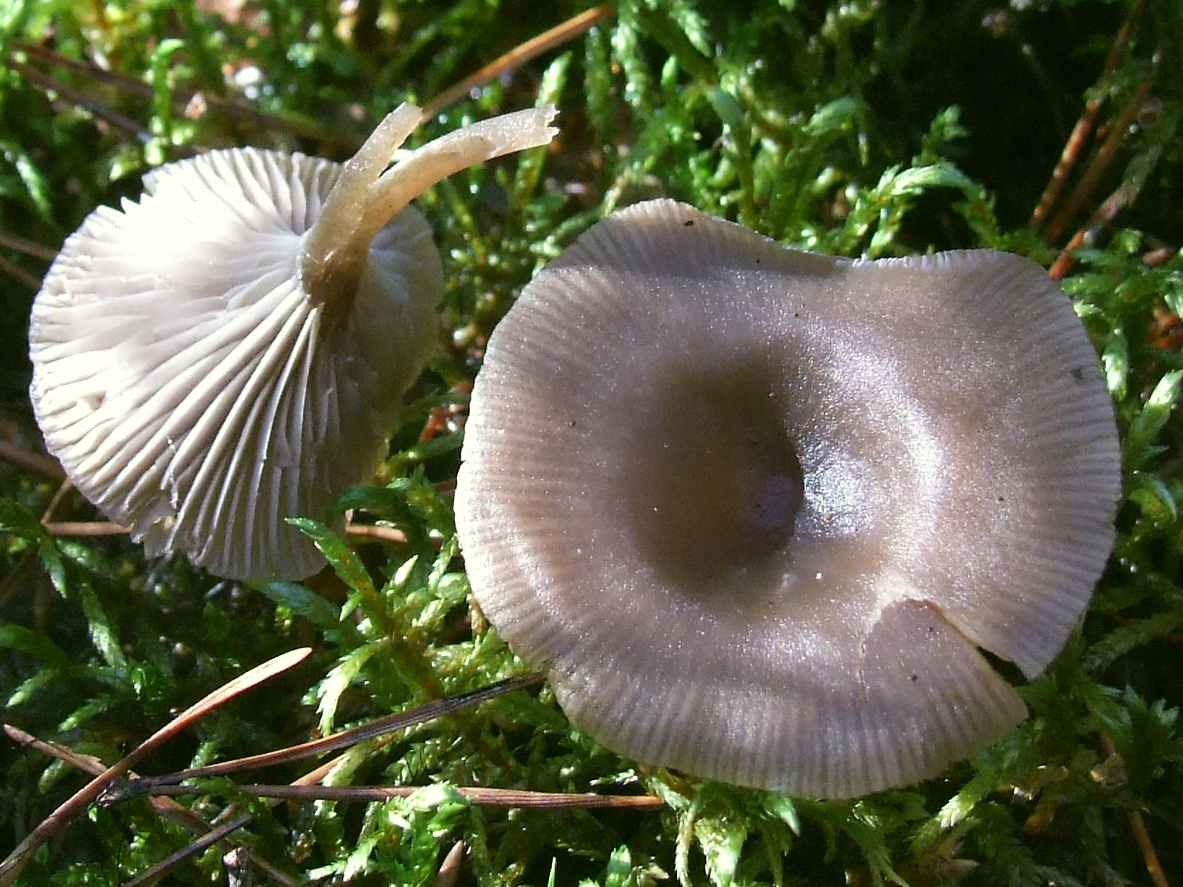
!Clitocybe metachroa!
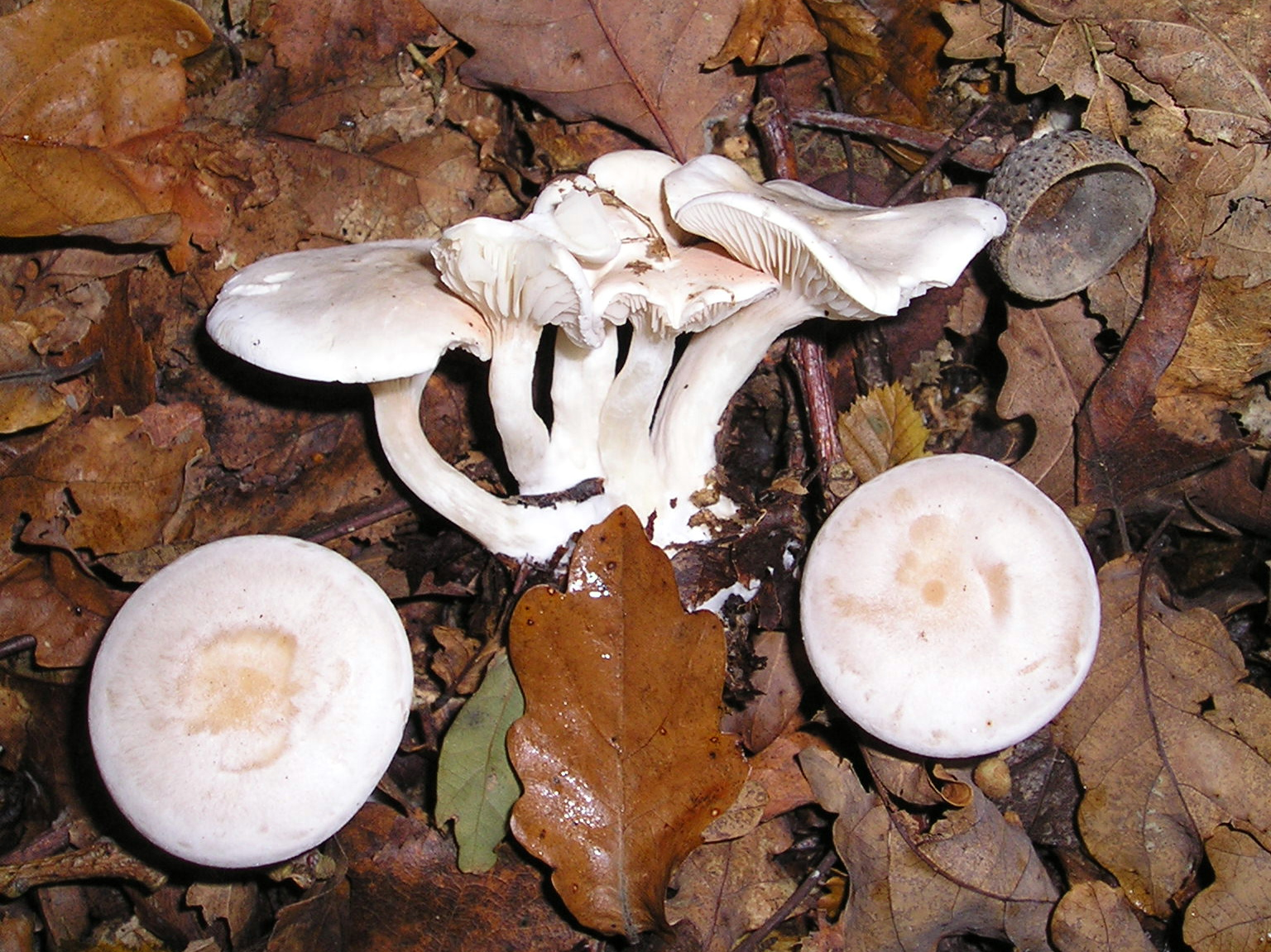
!!!Clitocybe phyllophilla sin. cerussata!!!
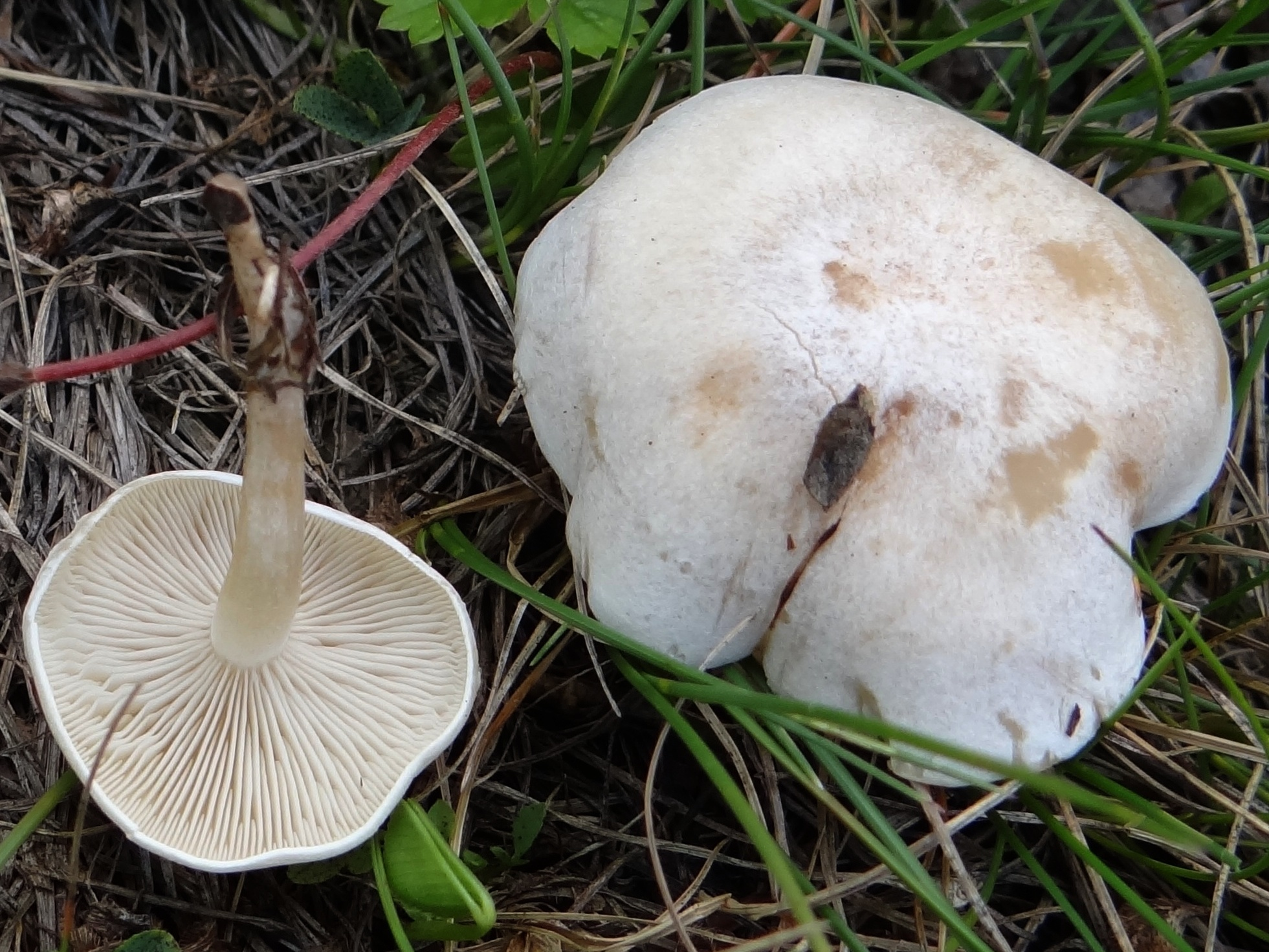
!!!Cllitocybe rivulosa !!!
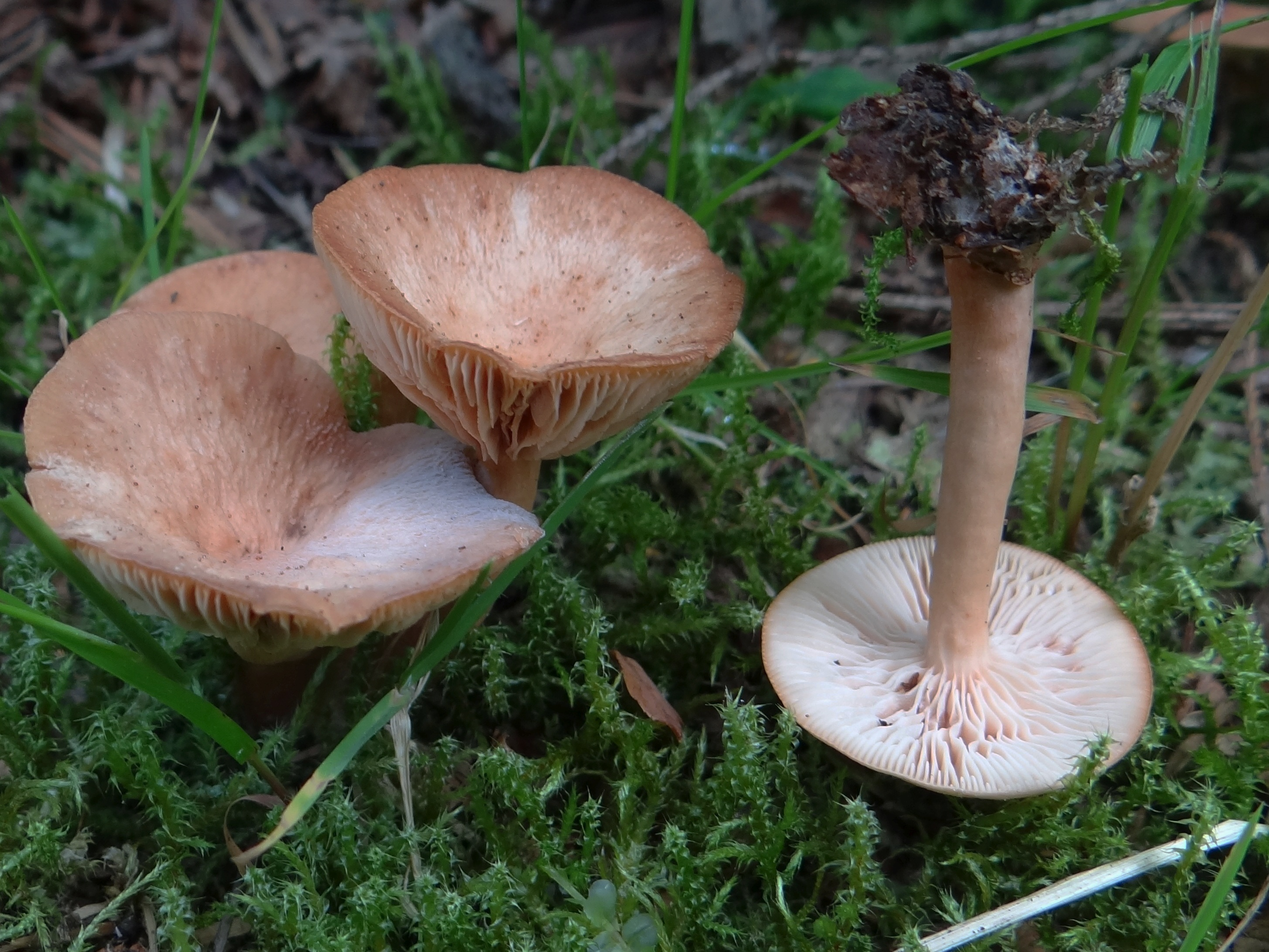
Clitocybe sinopica
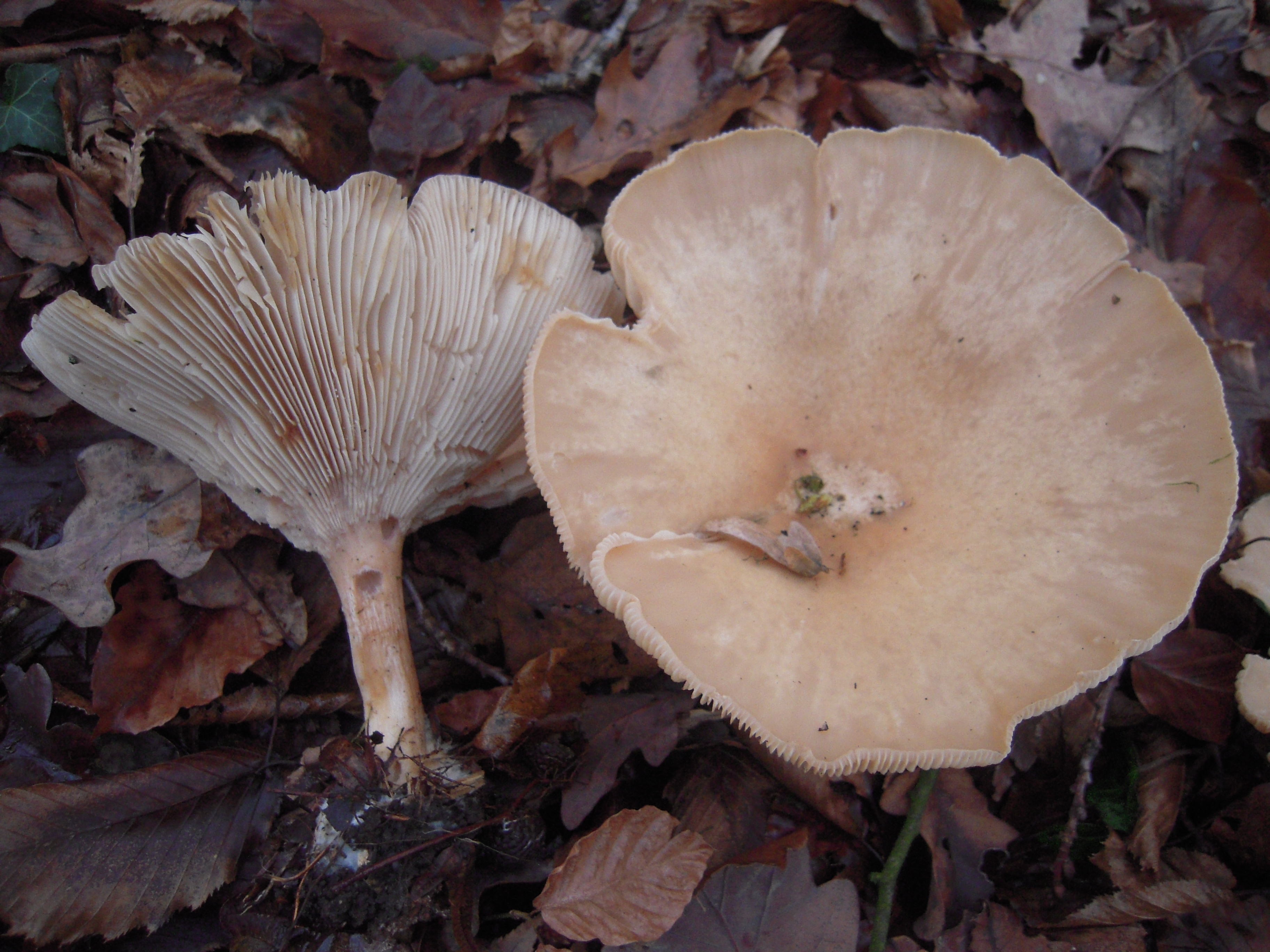
Clitocybe maxima
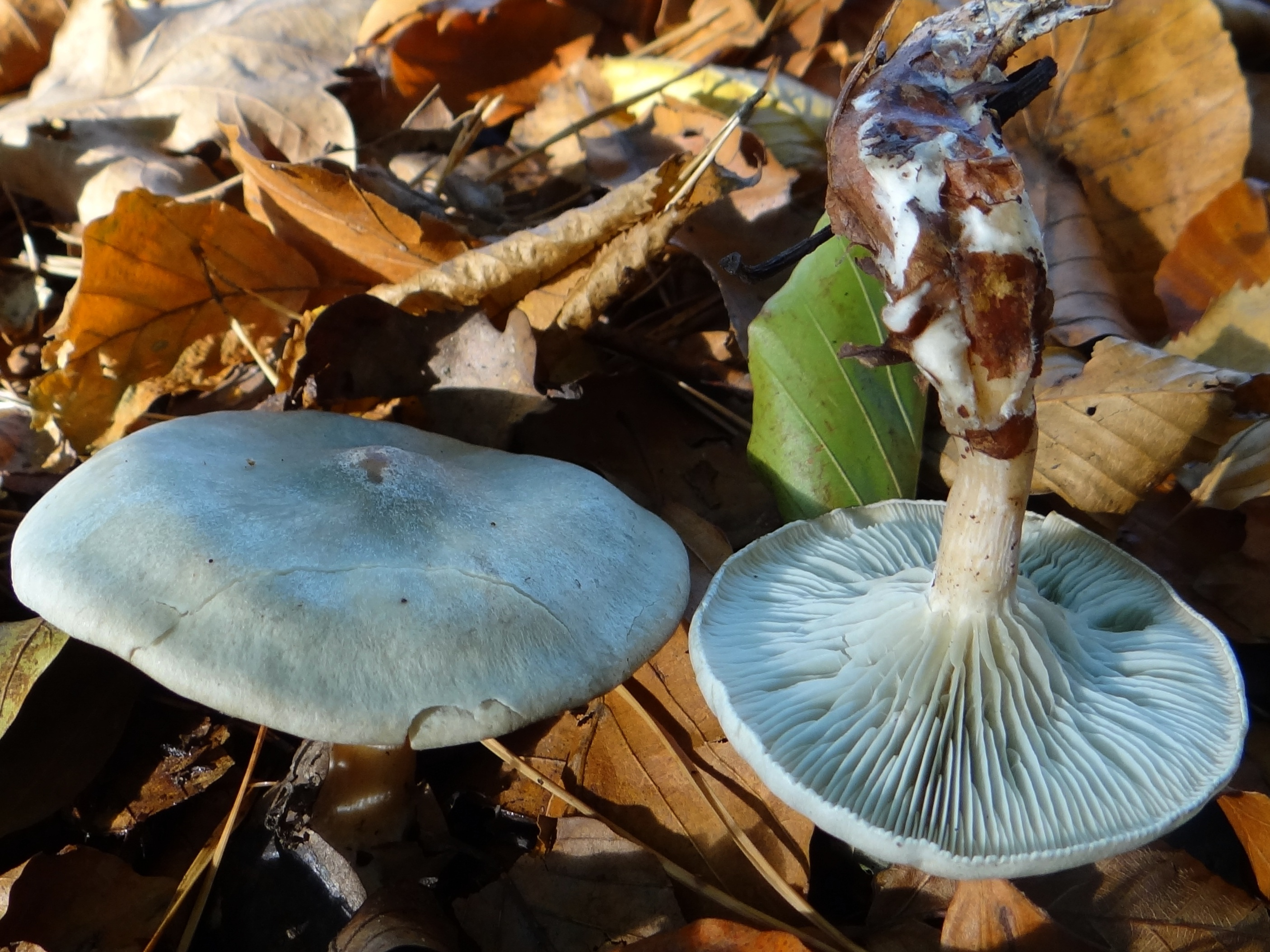
Clitocybe odora

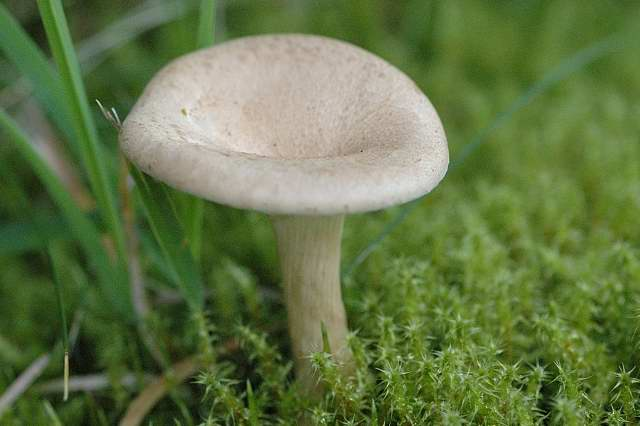
Clitocybe squamulosa
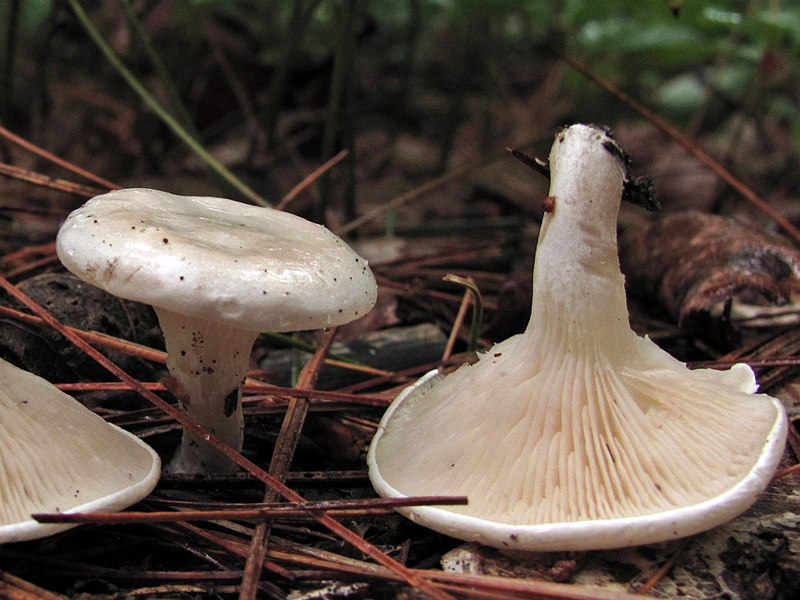
Clitopilus prunulus
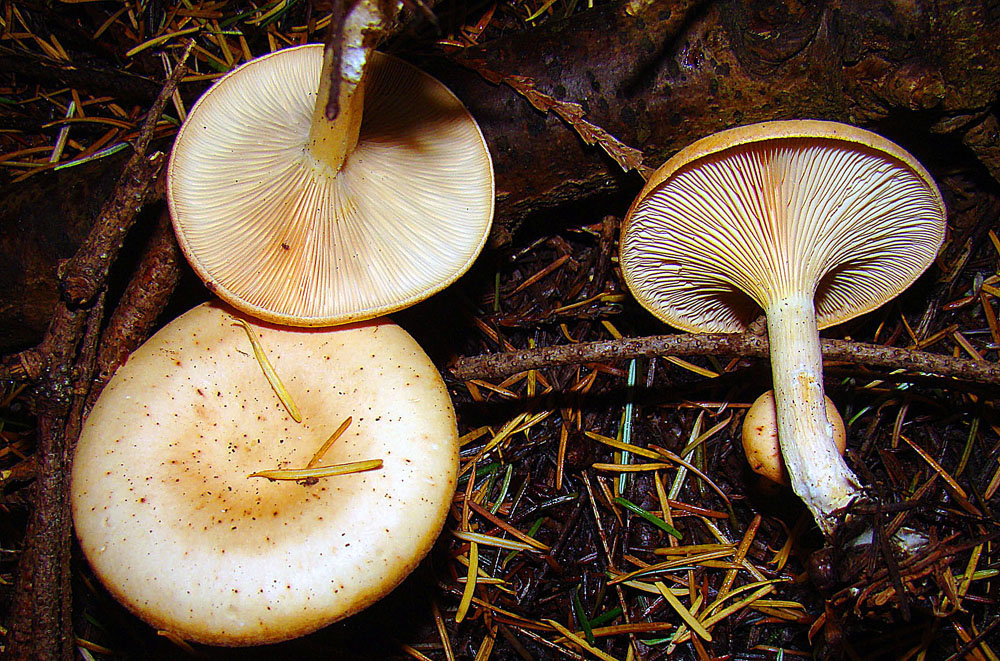
Lepista sin. Clitocybe flaccida
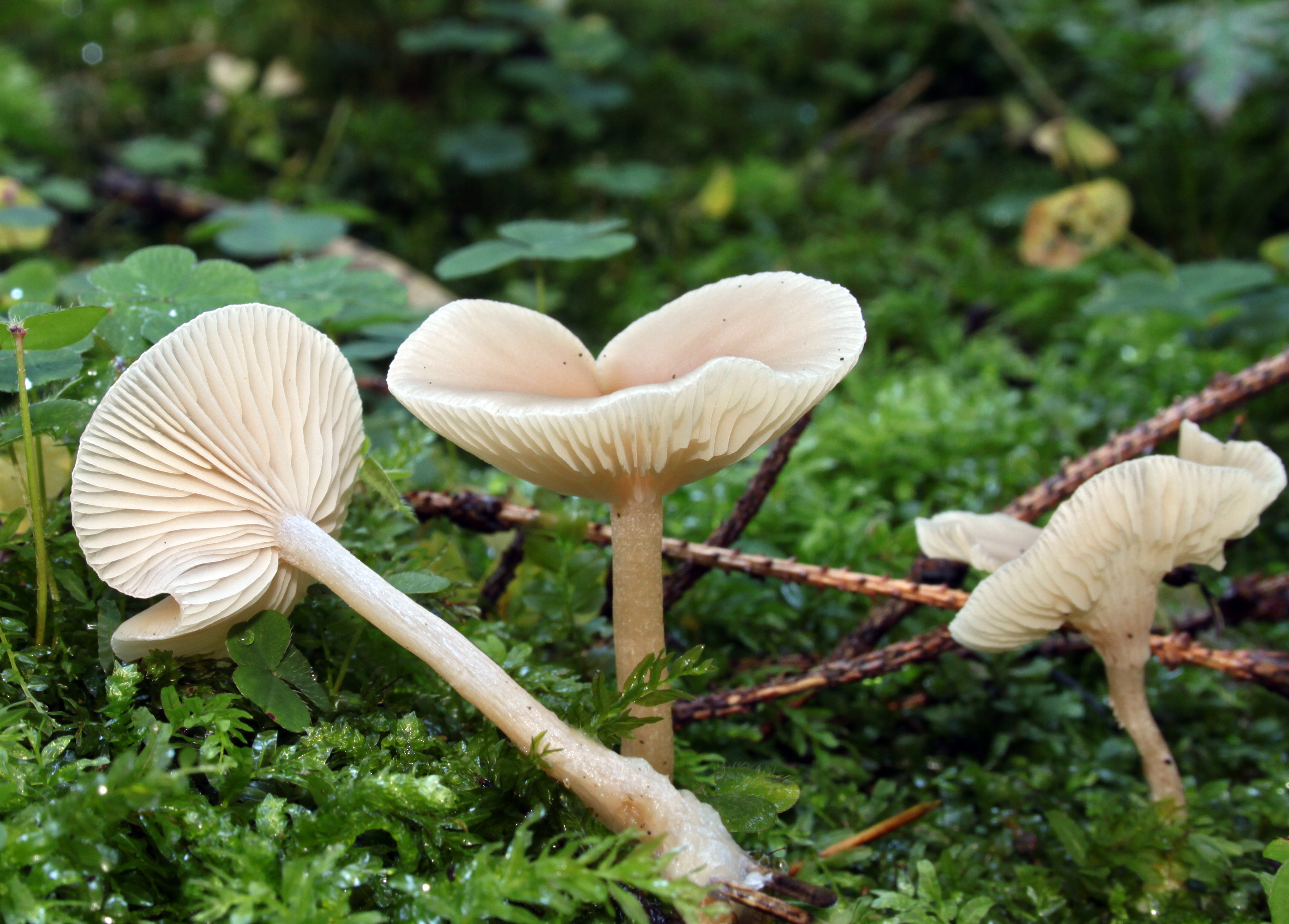
!!Clitocybe-suavevolens!!
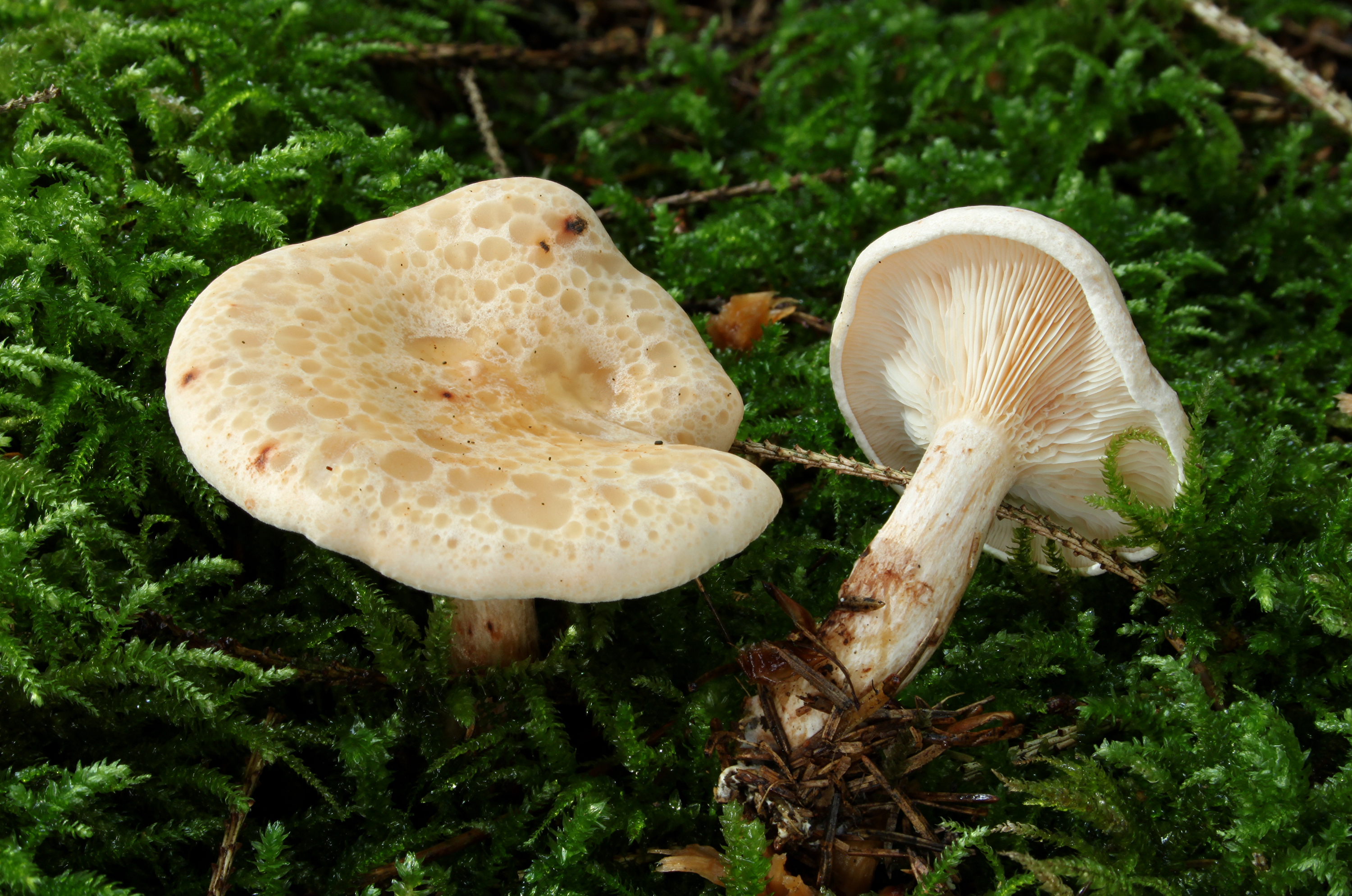
Lepista gilva
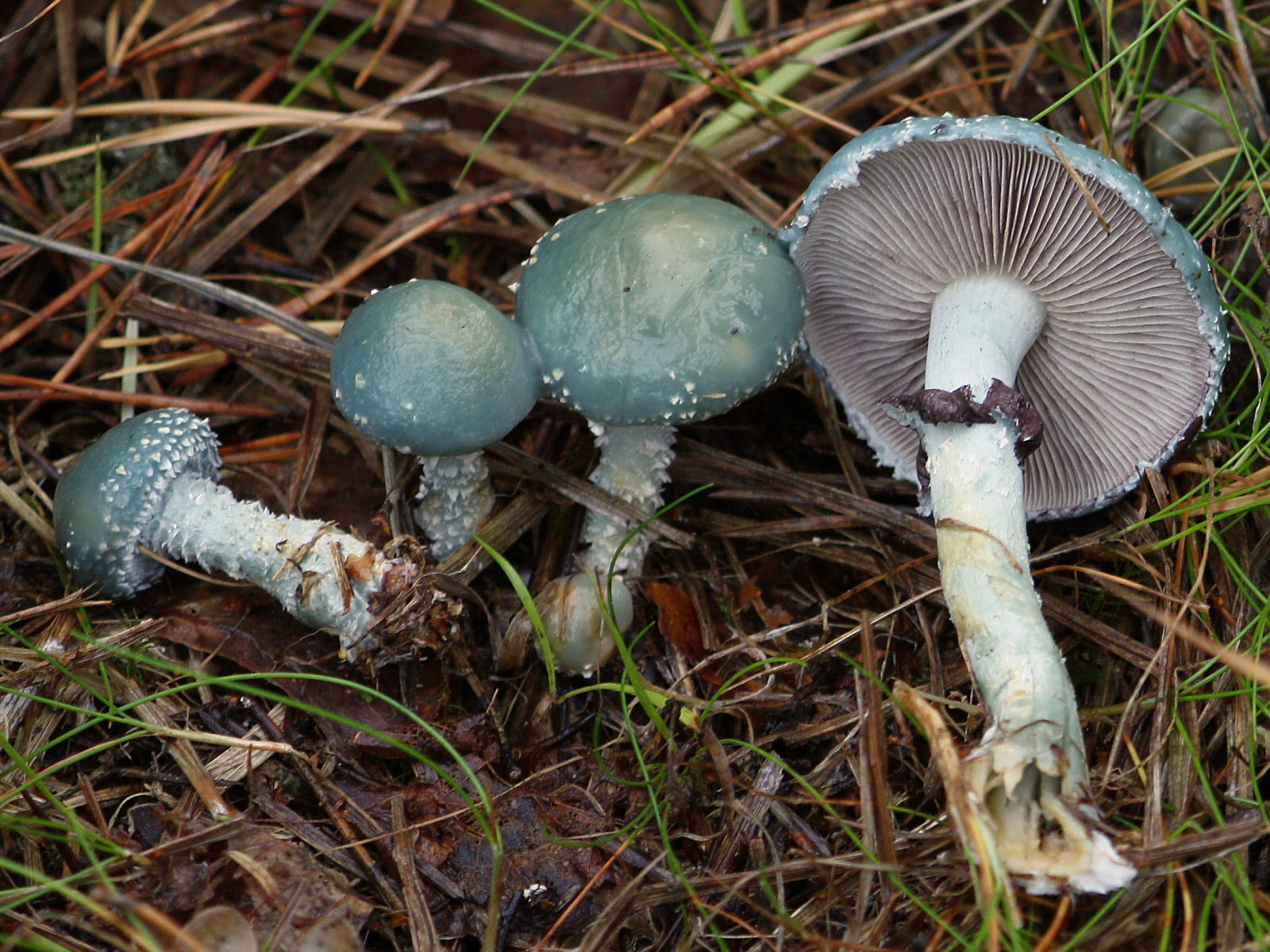
Stropharia aeruginosa
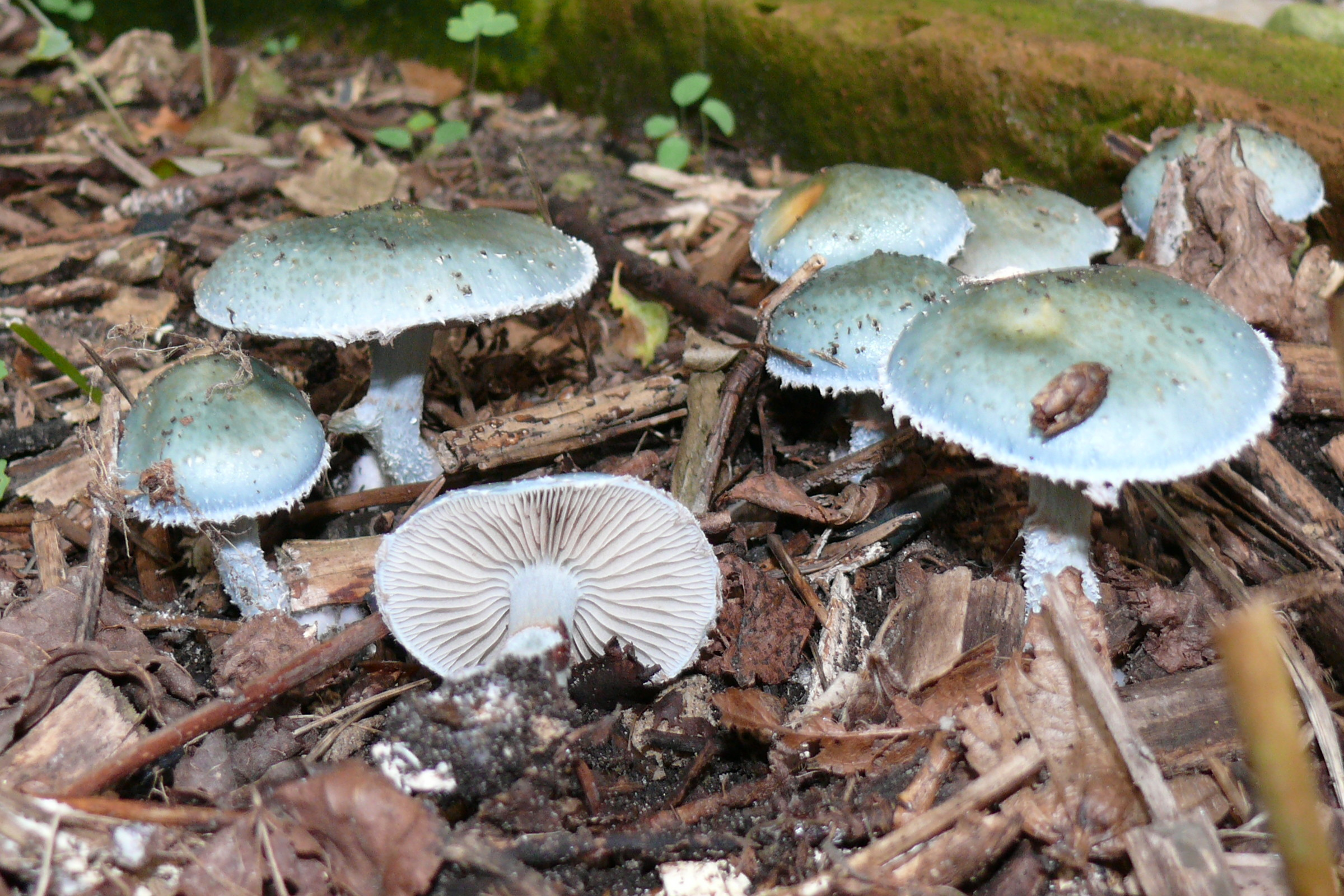
Stropharia caerulea

## Toxicitate
Anișoarele conțin, dovedit de abia în 1974, - ca și diverse alte pâlnii – muscarină (dar nu atât de multă ca de exemplu Clitocybe dealbata) și sunt, prin urmare, toxice.
Simptomele apar în termen de 15 minute până la o jumătate de oră (rar chiar și 2 ore) după ce a fost luată masa, foarte brusc cu greață severă, crampe abdominale, vărsături, salivație, diaree, transpirații, vedere încețoșată și, eventual, de asemenea, probleme cardiace și a tensiunii arteriale. Dacă există suspiciunea de a fi fost ingerată o pâlnie otrăvitori, administrarea de cărbune medical de 0,5-1g / kg greutate poate întârzia aportul de otravă. Mai departe se indică consumul de cât mai multe lichide, cel mai bine ionice (care pot fi vitale în special la copiii mici). Trebuie consultat cât de curând posibil un medic.